# Patrick Cargill
Patrick Cargill (Bexhill-on-Sea, 3 de junio de 1918 - Richmond, de Londres, 23 de mayo de 1996) fue un actor británico, que desarrolló su carrera principalmente en televisión.

## Carrera
Cargill nació de padres de clase media en Bexhill-on-Sea, Sussex. Tras formarse en el Haileybury College (Haileybury and Imperial Service College), hizo su debut en la Bexhill Amateur Theatrical Society. Sin embargo, su aspiración era desarrollar una carrera militar y fue seleccionado para la ingresar en la Real Academia Militar de Sandhurst. Cargill legó a ser oficial comisionado del Ejército de la India. 

### Teatro
Tras la Segunda Guerra Mundial, Cargill regresó a Gran Bretaña y retomó su carrera teatral uniéndose a la compañía de Anthony Hawtrey en Buxton, Croydon y más tarde en el Embassy Theatre de Londres. pasó luego a formar parte como actor secundario en la compañía de John Counsell en Windsor junto a Brenda Bruce y Beryl Reid y obtuvo un gran éxito en la revista The World's the Limit. Hizo su primera aparición en un West End en 1953 en la revista de Ian Carmichael  High Spirits  en el Hippodrome de Londres. También coescribió la obra de teatro Ring for Catty, con Jack Beale. La segunda de la películas de la saga Carry On, titulada Carry On Nurse (1959), se basó en esta obra al igual que la película de 1962  Twice Round the Daffodils.
Tras interpretar algunos otros papeles en West End, fue seleccionado para interpretar a Bernard en la obra  Boeing boeing  en el Apollo Theatre en 1962. La farsa, ideal para Cargill , llamó la atención de algunos productores que lo llevaron a protagonizar Say Who You Are  en el Her Majesty's Theatre en 1965 y a dirigir  Not Now Darling  de Ray Cooney y John T. Chapman en el Strand Theatre en 1968. Dos años más tarde interviene en un nuevo montaje de la obra Blithe Spirit de Noël Coward.
En la década de 1980 coprotagonizó Key for Two con Moira Lister en el Vaudeville Theatre del West End y luego en el Old Vic Theatre After the Ball is Over de William Douglas-Home. En 1986, protagonizó con Frankie Howerd en  A Funny Thing Happened on the Way to the Forum en el Festival de Teatro de Chichester.
En 1992, coincidiendo con la puesta en escena del centenario de La tía de Carlos, Cargill interpretó el papel de la temida Spettigue.

### Televisión
Cargill debutó en televisión en el papel de  Sargento Cuff en la serie policiaca de 1959  La piedra lunar . Un año más tarde, interpretó al agente de la Gestapo Herr Grosnitz en la serie de la BBC The Long Way Home. También actuó en varias ocasiones junto a Tony Hancock, incluyendo un papel en la serie The Blood Donor (1961). En 1961–62 apareció como el personaje fijo de Miguel Garetta en los 26 episodios de la serie británica de espías Top Secret, y en 1962 interpretó a Herr Straffen en The Last Man Out, una serie de televisión de Shaun Sutton, seguido dos años más tarde de una aparición en la serie  Los Vengadores . Cargill protagonizó también tres series de televisión de comedias de Georges Feydeau, adaptadas por Ned Sherrin y Caryl Brahms bajo el título de ¡Ooh! La La! (1968-1973), que se emitieron en BBC 2. 
La gran popularidad le llega en 1968, cuando se estrena la sitcom Father, Dear Father (Papá, querido papá en su emisión en España) en  ITV, de la que es protagonista y que había sido escrita específicamente para él. En la serie interpreta a Patrick Glover, un escritor de novelas de suspense y padre inepto de dos hijas adolescentes, interpretadas por Natasha Pyne (Anna) y Ann Holloway (Karen). La serie, dirigida por William G. Stewart se emitió hasta 1973.
En 1976, Cargill regresó a las pantallas de televisión con The Many Wives of Patrick  (Demasiadas esposas para Patrick en su emisión en España), interpretando a un playboy y anticuario de mediana edad, Patrick Woodford, que está tratando de divorciarse de su sexta esposa para volver a casarse con la primera.
En sus últimos años, interpretó a Neville Chamberlain en la comedia británica de 1990 Heil Honey I'm Home!, que fue cancelada después de un episodio.

### Cine
Sus apariciones en la gran pantalla incluyen An Alligator Named Daisy y Expresso Bongo; dos de las películas de la serie Carry On: Carry On Regardless y Carry On Jack; Help!  (1965) protagonizada por The Beatles, The Magic Christian (1969) con Peter Sellers y Ringo Starr y A Countess from Hong Kong, de Charlie Chaplin, en la que interpretó el papel del mayordomo, Hudson.

### Música
Un detalle menos conocido de la carrera de Cargill en el mundo del espectáculo es el puñado de grabaciones que realizó en las décadas de 1960 y 1970. El primero fue un álbum llamado "Father, Dear Father" (1969) en el que Cargill cantó un popurrí de canciones. La voz femenina del álbum no era Noel Dyson (Nanny) sino la de June Hunt, una amiga de Cargill.
Siguió esto con tres sencillos. Uno llamado "Father, Dear Father Christmas" y otro llamado "Thinking Young" y el último sencillo llamado "Father, Dear Father". Ninguna de estas grabaciones tuvo éxito comercial.
Cargill apareció como Sir Joseph Porter en  H.M.S. Pinafore  en el Queen Elizabeth Hall en agosto de 1983.

## Vida personal
Desde mediados de la década de 1960, Cargill vivió en Sheen Gate Gardens, Richmond on Thames. Pasó su tiempo "descansando" en Spring Cottage, su refugio rural situado en Warren Lane, cerca de Cross-in-Hand, East Sussex.
La vida privada de Cargill era poco conocida y su homosexualidad no fue pública durante décadas. Durante muchos años, el compañero de Cargill fue Vernon Page, un excéntrico paisajista, poeta y compositor satírico, hasta que se casó en 1984 con la bendición de Cargill. Cargill era un hombre reservado, a quien no le gustaba su estatus de celebridad, aunque siempre fue amable con los fans que se le acercaban. Evitaba las ceremonias de premiación a favor de una noche tranquila en casa jugando mahjong. Nunca hizo ningún reconocimiento público de su vida privada ya que sintió que confirmar su homosexualidad dañaría su imagen profesional. En los últimos años de su vida, Cargill vivió en Henley-on-Thames con su último compañero, James Camille Markowski.

### Fallecimiento
En el momento de su muerte a la edad de 77 años, Cargill sufría de un tumor cerebral y estaba siendo atendido en un hospital en Richmond on Thames, Londres. En 1995, el año antes de su muerte, Cargill había sido atropellado por un automóvil en Australia; aunque solo resultó levemente herido, este accidente generó informes falsos de que la causa de su muerte fue un accidente de atropello y fuga.